# Randia killipii
Randia killipii är en måreväxtart som beskrevs av Paul Carpenter Standley. Randia killipii ingår i släktet Randia och familjen måreväxter. Inga underarter finns listade i Catalogue of Life.